# Krwiak podokostnowy

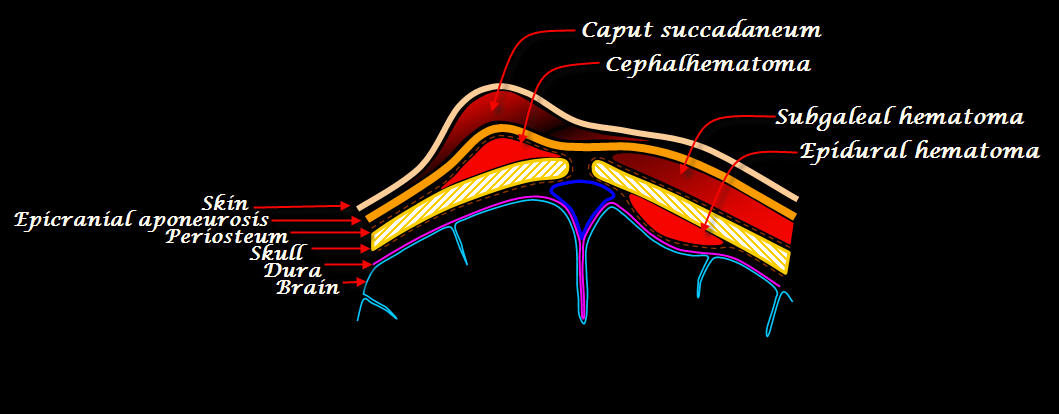
Schemat obrazujący występowanie przedgłowia i krwiaka podokostnowego.

Krwiak podokostnowy (łac. cephalhematoma) – nagromadzenie krwi w przestrzeni podokostnowej kości, powstałe wskutek przerwania ciągłości naczyń krwionośnych.
W przypadku urazu porodowego krwiak podokostnowy dotyczy kości sklepienia czaszki i najczęściej występuje w obrębie kości ciemieniowej i skroniowej i przejawia się ogniskowym obrzękiem tkanek w obrębie czaszki. Ryzyko wystąpienia krwiaka podokostnowego zwiększa stosowanie procedur zabiegowych takich jak poród kleszczowy lub zastosowanie próżnociągu.
Występuje u około 2,5% noworodków.
W odróżnieniu od przedgłowia, krwiak jest ograniczony jedynie do obrębu jednej kości, czyli nigdy nie przekracza linii szwów strzałkowych, aczkolwiek możliwe jest obustronne wystąpienie krwiaka. Krwiak pojawia się nawet do kilkunastu godzin po porodzie, ustępuje w przeciągu kilku tygodni.
Nie wymaga leczenia, jedynie obserwacji gdyż możliwe jest wystąpienie powikłań:
- żółtaczki noworodków z powodu nasilonego rozpadu erytrocytów w obrębie krwiaka
- anemii w przypadku dużych krwiaków.